# Lijst van Duitse autosnelwegen

Kaart van de Duitse autosnelwegen in september 2014

De Duitse autosnelwegen in december 2020

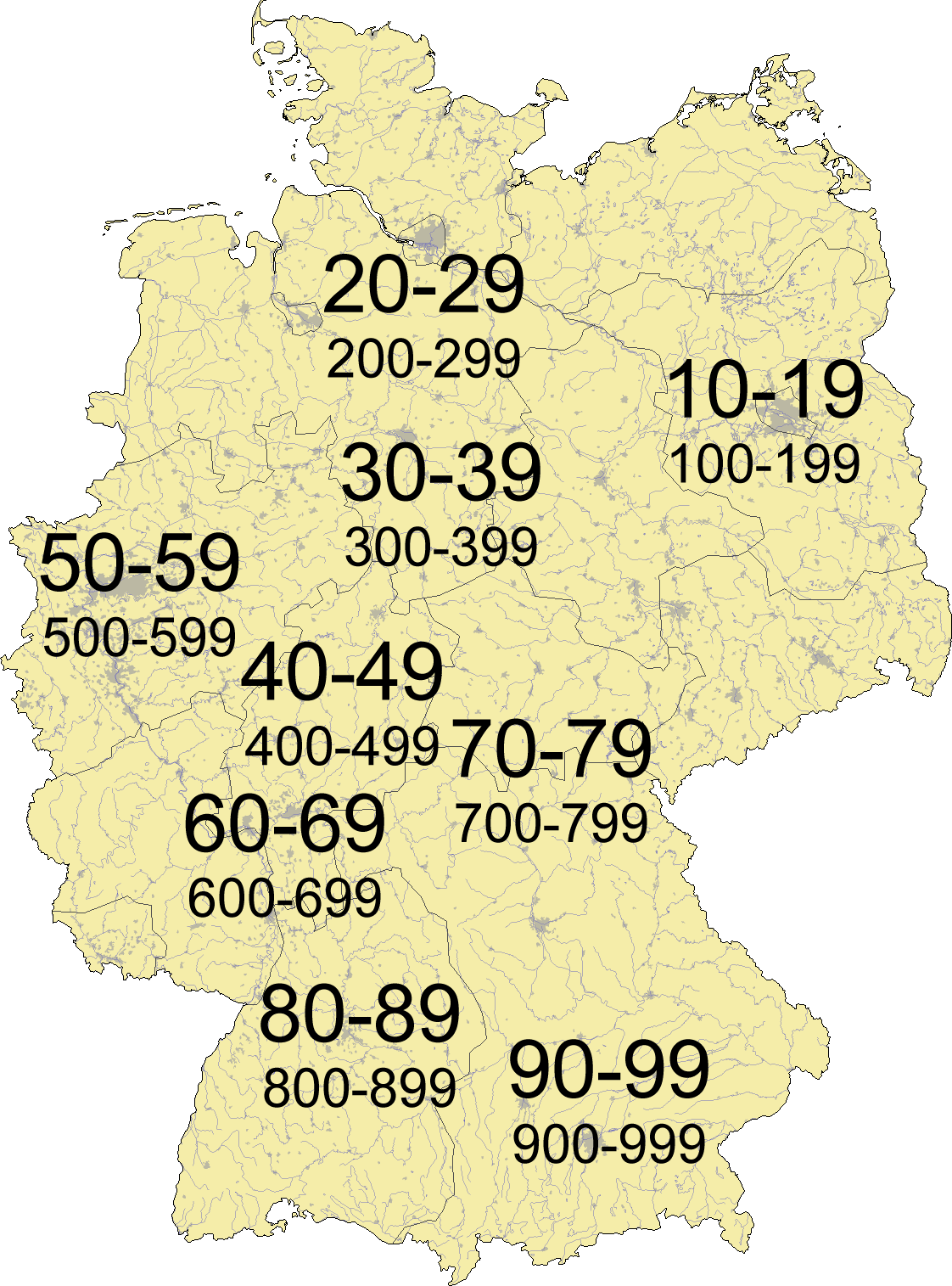
Nummeringssysteem van de Autobahn in Duitsland

De Duitse Bundesautobahn (Bondssnelwegen) wordt volgens een duidelijk systeem genummerd. Vanaf midden jaren 70 bestaat een nummeringssysteem voor de snelwegen, welke de oude nummers verving door nieuwe nummers.
De snelwegen met één cijfer (bijv. A3) zijn (inter)nationale verbindingen die over het hele land strijken en vaak van grens naar grens lopen. Snelwegen met twee cijfers (bijv. A40) zijn vaak interregionale verbindingen. De snelwegen met drie cijfers (bijv. A516) zijn regionale of stadssnelwegen, meestal zijn zij een zijtak van een hoofdverbinding of een randweg om een stad.
In de regel lopen de even snelwegen in een west-oost-richting en de oneven snelwegen in een noord-zuid-richting. Daarnaast zijn er een aantal uitzonderingen, zoals de A14 en de A15.
De twee- en driecijferige nummers worden ingedeeld volgens een vast systeem. Hierbij gaat het om het eerste cijfer van de snelweg dat wordt toegekend aan een snelweg in een bepaalde regio. De volgende indeling wordt gehanteerd voor het nummeren van de snelwegen:
1 = Regio Berlijn;
2 = Regio Hamburg;
3 = Regio Hannover/Osnabrück;
4 = Regio Ruhrgebied/noordelijk Hessen en noordelijk Rijnland-Palts;
5 = Regio Keulen;
6 = Regio Frankfurt am Main, zuidelijk Rijnland-Palts en Saarland;
7 = Regio Schweinfurt/Neurenberg/Erfurt;
8 = Regio Stuttgart;
9 = Regio München.

## A1 – A9
| Nummer        | Bijnaam | Verloop | Lengte  | Status | Kaart |
| ------------- | --- | --- | ------- | --- | ----- |
| A1            | Feste Fehmarnbeltquerung, Vogelfluglinie, Hansaline, Südliche Umgehung Hamburg, Dortmunder Ring, Ruhrtangente, Kölner Ring, Linksrheinische Autobahn, Eifelautobahn | Heiligenhafen – Lübeck – Hamburg – Bremen – Osnabrück – Münster – Hamm – Dortmund – Hagen – Wuppertal – Remscheid – Leverkusen – Keulen – Blankenheim Kelberg – Trier – Saarbrücken                                         | 748 km  | in gebruik in planning: grens Denemarken – Heiligenhafen (Fehmarnbeltverbinding) in planning: Blankenheim - Kelberg |       |
| A2            | Warschauer Allee, Schalkeschleichweg, Dortmunder Ring | Oberhausen – Bottrop – Gelsenkirchen – Recklinghausen – Dortmund – Hamm – Bielefeld – Hannover – Braunschweig – Maagdenburg – Dreieck Werder (Berlijn)                                                                      | 473 km  | in gebruik |       |
| A3            | Hollandlinie, Rechtsrheinische Autobahn, Kölner Ring, Spessartautobahn, Würzburger Autobahn, Donautalautobahn                                                       | (Arnhem –) Emmerich – Oberhausen – Duisburg – Düsseldorf – Leverkusen – Keulen – Limburg an der Lahn – Wiesbaden – Frankfurt am Main – Aschaffenburg – Würzburg – Neurenberg – Regensburg – Deggendorf – Passau (– A8 Linz) | 769 km  | in gebruik |       |
| A4            | Hollandlinie, Kölner Ring, Oberbergische Straße, Rothaarautobahn, Burgwaldautobahn                                                                                  | (Heerlen –) Aken – Keulen – Olpe – Krombach Kirchheimer Dreieck – Eisenach – Erfurt – Jena – Gera – Chemnitz – Dresden – Görlitz (– A4 Wrocław)                                                                             | 583 km  | in gebruik |       |
| A5            | HaFraBa, Bergstraßenautobahn, Rheintalautobahn, Rechtsrheinische Autobahn                                                                                           | Hattenbacher Dreieck – Frankfurt am Main – Darmstadt – Heidelberg – Karlsruhe – Freiburg im Breisgau – Weil am Rhein (– 2 Basel) (Mulhouse –) Dreieck Neuenburg (zijtak)                                                    | 440 km  | in gebruik |       |
| A6            | Neckarlinie, Kraichgau-Autobahn, Via Carolina/Straße der Köninge | (Metz –) Saarbrücken – Kaiserslautern – Mannheim – Heilbronn – Neurenberg – Amberg – Waidhaus (– 5 Pilsen) | 484 km  | in gebruik |       |
| A7            | Skandinavienautobahn, HaFraBa, Nord-Süd-Achse, Rhönautobahn/-linie                                                                                                  | (Kolding –) Flensburg – Neumünster – Hamburg – Hannover – Göttingen – Kassel – Hattenbacher Dreieck – Fulda – Würzburg – Ulm – Memmingen – Füssen (– 179 Reutte/Fernpas)                                                    | 962 km  | in gebruik |       |
| A8            | Saar-Autobahn, Südautobahn, Stuttgarter Autobahn, Aichelbergauf-/absteig, Albauf-/-abstieg, Ramersdorfer Autobahn, Salzburger Autobahn, Irschenberg                 | (Luxemburg A13 –) Perl – Saarlouis – Neunkirchen – Pirmasens Karlsruhe – Stuttgart – Ulm – Augsburg – München – Rosenheim – Bad Reichenhall (– A1 Salzburg)                                                                 | 505 km  | in gebruik |       |
| A9            | MüLeiBerl, Berliner Autobahn, Nürnberger Autobahn | Dreieck Potsdam (Berlijn) – Dessau – Leipzig – Hof – Bayreuth – Neurenberg – Ingolstadt – München | 530 km  | in gebruik |       |
| Totale lengte | Totale lengte | Totale lengte | 5494 km | |       |

## A10 – A19
| Nummer        | Bijnaam                                                                               | Verloop | Lengte  | Status                                                                                                 | Kaart |
| ------------- | ------------------------------------------------------------------------------------- | --- | ------- | --- | ----- |
| A10           | Berliner Ring                                                                         | Dreieck Barnim – Dreieck Spreeau – Dreieck Potsdam – Dreieck Werder – Dreieck Havelland – Kreuz Oranienburg – Dreieck Barnim | 196 km  | in gebruik                                                                                             |       |
| A11           | Berlinka                                                                              | (Szczecin A6 –) Pomellen – Eberswalde – Dreieck Barnim (Berlijn)                                                             | 110 km  | in gebruik                                                                                             |       |
| A12           | Autobahn der Freiheit                                                                 | Dreieck Spreeau (Berlijn) – Frankfurt (– A2 Poznań)                                                                          | 58 km   | in gebruik                                                                                             |       |
| A13           |                                                                                       | Schönefelder Kreuz (Berlijn) – Lübbenau/Spreewald – Senftenberg – Dresden                                                    | 151 km  | in gebruik                                                                                             |       |
| A14           | Autobahnzubringer Schwerin, Altmarkautobahn, Kanzlerautobahn, Mitteldeutsche Schleife | Wismar – Schwerin – Ludwigslust – Karstädt Colbitz – Wolmirstedt Maagdenburg – Halle (Saale) – Leipzig – Dreieck Nossen      | 310 km  | in gebruik in bouw en in planning: Karstädt – Stendal – Colbitz in planning: Wolmirstedt – Maagdenburg |       |
| A15           | Spreewaldautobahn                                                                     | Lübbenau/Spreewald – Cottbus – Forst (– A18 Wrocław)                                                                         | 64 km   | in gebruik                                                                                             |       |
| A16           | Leipzig-Lausitz-Achse                                                                 | Leipzig – Torgau – Hoyerswerda – Weißwasser (– A18 Wrocław)                                                                  |         | plannen geschrapt                                                                                      |       |
| A17           | Via Porta Bohemica, Prager Autobahn                                                   | Dresden – Pirna – Bad Gottleuba (– 8 Praag)                                                                                  | 45 km   | in gebruik                                                                                             |       |
| A17           |                                                                                       | Bautzen – Zittau (– 35 Liberec)                                                                                              |         | plannen geschrapt; deels als uitgevoerd                                                                |       |
| A18           | Lausitzautobahn                                                                       | Cottbus – Görlitz – Zittau                                                                                                   |         | plannen geschrapt; deels als en uitgevoerd                                                             |       |
| A19           |                                                                                       | Rostock – Dreieck Wittstock/Dosse                                                                                            | 123 km  | in gebruik                                                                                             |       |
| Totale lengte | Totale lengte                                                                         | Totale lengte | 1057 km | |       |

## A20 – A29
| Nummer        | Bijnaam                                                                                | Verloop                                                                                  | Lengte  | Status | Kaart |
| ------------- | -------------------------------------------------------------------------------------- | ---------------------------------------------------------------------------------------- | ------- | --- | ----- |
| A20           | Küstenautobahn/-route, Nordwestumfahrung Hamburg, Westliche Elbquerung, Ostseeautobahn | Bad Segeberg – Lübeck – Wismar – Rostock – Greifswald – Neubrandenburg – Kreuz Uckermark | 345 km  | in gebruik in planning: Westerstede – Bremerhaven – Glückstadt – Bad Segeberg                                            |       |
| A21           | Östliche Elbquerung, Ostumfahrung Hamburg                                              | Nettelsee – Bad Segeberg – Kreuz Bargteheide                                             | 56 km   | in gebruik in planning: Kiel – Nettelsee in planning: Bargteheide – Geesthacht – Dreieck Handorf                         |       |
| A22           | Küstenautobahn                                                                         | Westerstede – Bremerhaven – Stade                                                        |         | plannen geschrapt; in planning als onderdeel van de                                                                      |       |
| A23           | Westküstenautobahn                                                                     | Heide – Itzehoe – Pinneberg – Hamburg                                                    | 96 km   | in gebruik |       |
| A24           |                                                                                        | Hamburg – Schwerin – Dreieck Havelland (Berlijn)                                         | 237 km  | in gebruik |       |
| A25           | Marschlinie, Osttangente, Sengelmannstraße, Wendlandautobahn                           | Hamburg – Geesthacht                                                                     | 18 km   | in gebruik in planning: Geesthacht – Geesthacht-Nord                                                                     |       |
| A26           | Altes-Land-Autobahn, Hafenquerspange                                                   | Stade – Jork                                                                             | 15 km   | in gebruik in planning: Drochtersen – Stade in bouw: Jork – Neu Wulmstorf in planning: Neu Wulmstorf – Hamburg-Stillhorn |       |
| A27           | Schellfischlinie, Blocklandlinie/-autobahn                                             | Cuxhaven – Bremerhaven – Bremen – Walsrode                                               | 162 km  | in gebruik |       |
| A28           | Küstenautobahn, Nordautobahn, Ostfriesenhighway                                        | Leer – Oldenburg – Stuhr                                                                 | 96 km   | in gebruik |       |
| A29           | Jadelinie                                                                              | Wilhelmshaven – Oldenburg – Dreieck Ahlhorner Heide                                      | 94 km   | in gebruik |       |
| Totale lengte | Totale lengte                                                                          | Totale lengte                                                                            | 1119 km | |       |

## A30 – A39
| Nummer        | Bijnaam                                                       | Verloop                                                                       | Lengte | Status                                                       | Kaart |
| ------------- | ------------------------------------------------------------- | ----------------------------------------------------------------------------- | ------ | ------------------------------------------------------------ | ----- |
| A30           |                                                               | (Hengelo –) Bad Bentheim – Rheine – Osnabrück – Bad Oeynhausen                | 138 km | in gebruik                                                   |       |
| A31           | Emstlandautobahn, (Ost-)Friesenspieß                          | Emden – Lingen – Gronau – Bottrop                                             | 240 km | in gebruik                                                   |       |
| A32           |                                                               | Schwarmstedt – Celle – Wolfsburg                                              |        | plannen geschrapt                                            |       |
| A33           | Teutoburger-Wald-Autobahn, Senne-Autobahn                     | Osnabrück – Halle (Westf.) – Bielefeld – Paderborn – Kreuz Wünnenberg-Haaren  | 106 km | in gebruik in planning: Wallenhorst – Osnabrück-Widukindland |       |
| A35           |                                                               | Nienburg – Hannover – Hamelen – Bielefeld                                     |        | plannen geschrapt; deels als , uitgevoerd                    |       |
| A36           | Nordharzautobahn, Harz-Highway                                | Braunschweig – Goslar – Wernigerode – Bernburg (Saale)                        | 119 km | in gebruik                                                   |       |
| A36           |                                                               | Hamelen – Alfeld – Goslar                                                     |        | plannen geschrapt; deels als en uitgevoerd                   |       |
| A37           | Messeschnellweg, Messestutzen                                 | Burgdorf – Hannover-Misburg Hannover Messe – Dreieck Hannover-Süd             | 14 km  | in gebruik                                                   |       |
| A38           | Südharzautobahn, Südumgehung Leipzig, Mitteldeutsche Schleife | Dreieck Drammetal – Nordhausen – Halle (Saale) – Leipzig – Dreieck Parthenaue | 219 km | in gebruik                                                   |       |
| A39           | Maschener Autobahn, Nordlandautobahn                          | Maschener Kreuz – Lüneburg Wolfsburg – Braunschweig – Dreieck Salzgitter      | 99 km  | in gebruik in planning: Lüneburg – Wolfsburg                 |       |
| Totale lengte | Totale lengte                                                 | Totale lengte                                                                 | 935 km |                                                              |       |

## A40 – A49
| Nummer        | Bijnaam | Verloop | Lengte  | Status                                                                                | Kaart |
| ------------- | --- | --- | ------- | ------------------------------------------------------------------------------------- | ----- |
| A40           | Ruhrschnellweg/Ruhrschleichweg, Rheinlanddamm, Westfalendamm | (Venlo –) Moers – Duisburg – Mülheim an der Ruhr – Essen – Bochum – Dortmund | 95 km   | in gebruik in planning: Dortmund – Kreuz Dortmund/Unna                                |       |
| A40           | Lipperandstraße/Lippeschnellweg | Kamp-Lintfort – Dinslaken – Marl – Lünen – Hamm – Beckum |         | plannen geschrapt                                                                     |       |
| A41           | Nord-Süd-Autobahn Gelsenkirchen | Dorsten – Gelsenkirchen – Essen – Sprockhövel |         | plannen geschrapt                                                                     |       |
| A42           | Emscherschnellweg, Südumgehung Kamp-Litfort | Kamp-Lintfort – Duisburg – Oberhausen – Bottrop – Gelsenkirchen – Herne – Dortmund | 58 km   | in gebruik                                                                            |       |
| A43           | | Münster – Marl – Recklinghausen – Herne – Bochum – Wuppertal | 93 km   | in gebruik                                                                            |       |
| A44           | DüBoDo, Hellweglinie, Belgienlinie, Nordumgehung Velbert, Ruhrschnellweg/Ruhrschleichweg | (Luik –) Aken – Mönchengladbach-Odenkirchen Möchengladbach-Ost – Krefeld – Düsseldorf – Ratingen Heiligenhaus – Essen-Heisingen Holzwickede – Soest – Kassel Hessisch Lichtenau – Waldkappel | 277 km  | in gebruik in bouw: Ratingen – Heiligenhaus in bouw en in planning: Kassel – Eisenach |       |
| A45           | Dortmunder Ring, Sauerlandautobahn/-linie, Siegerlandautobahn, Wetteraulinie, Odenwaldautobahn, Neckar-Alb-Autobahn (NAAB), Odenwald-Neckar-Alb-Autobahn (ONAA), Großer Nordostring Stuttgart (GrNORSt), Nordosttangente Stuttgart | Dortmund – Hagen – Siegen – Gießen – Hanau – Aschaffenburg | 257 km  | in gebruik                                                                            |       |
| A46           | Wupperschnellweg, Hochsauerlandinie, Ruhrtalautobahn, Südlicher Zubringer, Saarlandstraße | Heinsberg – Neuss – Düsseldorf – Wuppertal Hagen - Hemer Arnsberg – Olsberg | 149 km  | in gebruik in planning: Hemer – Arnsberg                                              |       |
| A47           | | Bielefeld – Gütersloh – Lippstadt – Erwitte |         | plannen geschrapt; deels als , en uitgevoerd                                          |       |
| A48           | Westerwaldautobahn, Eifelautobahn, HaFraBa | Dreieck Vulkaneifel – Koblenz – Dreieck Dernbach | 78 km   | in gebruik                                                                            |       |
| A49           | Lohfeldener Rüssel, Rüsselschwenk, Südtangente Kassel, Wetterau-Autobahn | Kassel – Neuental | 45 km   | in gebruik in bouw: Neuental – Schwalmstadt in planning: Schwalmstadt – Homberg (Ohm) |       |
| Totale lengte | Totale lengte | Totale lengte | 1052 km |                                                                                       |       |

## A50 – A59
| Nummer        | Bijnaam | Verloop                                                                      | Lengte | Status                                             | Kaart |
| ------------- | --- | ---------------------------------------------------------------------------- | ------ | -------------------------------------------------- | ----- |
| A50           | Oberbergische Straße                                                                                            | Aken – Olpe                                                                  |        | als onderdeel van de uitgevoerd                    |       |
| A51           | | Duisburg – Krefeld – Viersen – Hückelhoven – Aken                            |        | plannen geschrapt; deels als uitgevoerd            |       |
| A52           | Nördlicher Zubringer                                                                                            | (Roermond –) Mönchengladbach – Neuss Düsseldorf – Essen Gelsenkirchen – Marl | 97 km  | in gebruik in planning: Essen – Gelsenkirchen      |       |
| A53           | | (Luik –) Aken – Düsseldorf                                                   |        | als onderdeel van de uitgevoerd                    |       |
| A54           | Viehbachtalstraße, Stadtautobahn Solingen                                                                       | (Heerlen –) Jülich – Solingen – Lüdenscheid – Werdohl                        |        | plannen geschrapt; deels als , en L141n uitgevoerd |       |
| A55           | | Goch – Kempen – Krefeld – Grevenbroich – Hürth                               |        | plannen geschrapt                                  |       |
| A56           | Ennertaufstieg                                                                                                  | Selfkant – Düren – Euskirchen – Bonn – Waldbröl                              |        | plannen geschrapt; deels als en uitgevoerd         |       |
| A57           | Niederrheinautobahn, Trans-Niederrhein-Magistrale, Linksrheinische Autobahn, Neusser Ring, Kölner Stadtautobahn | (Boxmeer –) Goch – Moers – Krefeld – Neuss – Keulen                          | 119 km | in gebruik                                         |       |
| A59           | Nord-Süd-Straße, Flughafenautobahn, Osttangente Düsseldorf                                                      | Dinslaken – Duisburg Düsseldorf – Leverkusen Keulen – Bonn                   | 69 km  | in gebruik                                         |       |
| Totale lengte | Totale lengte                                                                                                   | Totale lengte                                                                | 285 km |                                                    |       |

## A60 – A69
| Nummer        | Bijnaam                                                                     | Verloop | Lengte | Status                                                                           | Kaart |
| ------------- | --------------------------------------------------------------------------- | --- | ------ | -------------------------------------------------------------------------------- | ----- |
| A60           | Schneifelautobahn, Eifelautobahn, Hunsrückautobahn, Mainzer Ring            | (Sankt Vith –) Winterspelt – Wittlich Bingen am Rhein – Mainz – Rüsselsheim am Main                                                               | 113 km | in gebruik                                                                       |       |
| A61           | Linksrheinische Autobahn                                                    | (Venlo –) Kaldenkerken – Mönchengladbach-Wanlo Jackerath – Bad Neuenahr-Ahrweiler – Koblenz – Bingen am Rhein – Worms – Ludwigshafen – Hockenheim | 314 km | in gebruik                                                                       |       |
| A62           |                                                                             | Nonnweiler – Pirmasens | 79 km  | in gebruik                                                                       |       |
| A63           |                                                                             | Mainz – Kaiserslautern | 70 km  | in gebruik                                                                       |       |
| A64           | Meulenwaldautobahn                                                          | (Luxemburg A1 –) grensovergang Wasserbillig/Mesenich – Trier                                                                                      | 14 km  | in gebruik                                                                       |       |
| A65           | Pfälzer Autobahn, Bienwaldautobahn                                          | Ludwigshafen – Neustadt an der Weinstraße – Wörth am Rhein                                                                                        | 59 km  | in gebruik                                                                       |       |
| A66           | Rhein-Main-Schnellweg, Kinzigtalautobahn, Rheingau-Höhenstraße, Rhönquerung | Wiesbaden – Frankfurt am Main-Miquelallee Frankfurt-Bergen-Enkheim – Hanau – Fulda                                                                | 125 km | in gebruik in planning en in bouw: Dreieck Erlenbruch – Frankfurt-Bergen-Enkheim |       |
| A67           | Rechtsrheinische Autobahn                                                   | Rüsselsheim – Darmstadt – Viernheimer Dreieck | 58 km  | in gebruik                                                                       |       |
| A69           |                                                                             | Schifferstadt – Germersheim – Wörth am Rhein (– Straatsburg)                                                                                      |        | plannen geschrapt; deels als uitgevoerd                                          |       |
| Totale lengte | Totale lengte                                                               | Totale lengte | 832 km |                                                                                  |       |

## A70 – A79
| Nummer        | Bijnaam                                                                           | Verloop                                                                                    | Lengte | Status                                                         | Kaart |
| ------------- | --------------------------------------------------------------------------------- | ------------------------------------------------------------------------------------------ | ------ | -------------------------------------------------------------- | ----- |
| A70           | Maintalautobahn, Fichtelgebirgsautobahn                                           | Schweinfurt – Bamberg – Bayreuth                                                           | 120 km | in gebruik                                                     |       |
| A71           | Thüringer-Wald-Autobahn, Erfurter Ring, Nordtangente Erfurt, Westumfahrung Erfurt | Sangerhausen – Erfurt – Suhl – Schweinfurt                                                 | 220 km | in gebruik                                                     |       |
| A72           | Vogtlandautobahn                                                                  | Hof – Zwickau – Chemnitz – Borna                                                           | 153 km | in gebruik in bouw: Borna – Rötha in planning: Rötha – Leipzig |       |
| A73           | Frankenschnellweg, Thüringer-Wald-Autobahn                                        | Suhl – Coburg – Bamberg – Erlangen – Fürth – Neurenberg-Westring Neurenberg-Haven – Feucht | 170 km | in gebruik                                                     |       |
| A75           | Mittelfrankenautobahn                                                             | Baiersdorf – Neurenberg – Hilpoltstein                                                     |        | plannen geschrapt                                              |       |
| A77           | Frankenschnellweg                                                                 | Neurenberg – Weißenburg in Bayern – Donauwörth                                             |        | plannen geschrapt; deels als uitgevoerd                        |       |
| Totale lengte | Totale lengte                                                                     | Totale lengte                                                                              | 663 km |                                                                |       |

## A80 – A89
| Nummer        | Bijnaam                                                                            | Verloop | Lengte | Status                                       | Kaart |
| ------------- | ---------------------------------------------------------------------------------- | --- | ------ | -------------------------------------------- | ----- |
| A80           | Filstalautobahn                                                                    | Germersheim – Bruchsal – Stuttgart – Göppingen – Ulm – Senden                                                 |        | plannen geschrapt; deels als , en uitgevoerd |       |
| A81           | Bodenseeautobahn, Spätzle-Highway, Gipsstrecke, Westumgehung Würzburg, Neckarlinie | Würzburg – Heilbronn – Stuttgart – Sindelfingen – Villingen-Schwenningen – Singen (Hohentwiel) – Gottmadingen | 276 km | in gebruik                                   |       |
| A82           |                                                                                    | Karlsruhe – Pforzheim – Stuttgart                                                                             |        | plannen geschrapt; deels als uitgevoerd      |       |
| A82           |                                                                                    | Mannheim – Heidelberg – Bruchsal                                                                              |        | plannen geschrapt                            |       |
| A83           |                                                                                    | Lauffen am Neckar – Stuttgart – Tübingen – Villingen-Schwenningen – Donaueschingen                            |        | plannen geschrapt; deels als uitgevoerd      |       |
| A84           |                                                                                    | (Straatsburg –) Freudenstadt – Tübingen – Reutlingen – Kirchheim unter Teck                                   |        | plannen geschrapt; deels als uitgevoerd      |       |
| A85           | Filderautobahn                                                                     | Schwäbisch Hall – Stuttgart – Metzingen – Ravensburg                                                          |        | plannen geschrapt; deels als uitgevoerd      |       |
| A86           | Schwarzwaldautobahn                                                                | Breisach – Freiburg im Breisgau – Donaueschingen – Riedlingen – Ulm – Langenau                                |        | plannen geschrapt; deels als , en uitgevoerd |       |
| A87           | Remstalautobahn                                                                    | Stuttgart-Stammheim – Waiblingen – Schorndorf – Schwäbisch Gmünd – Aalen                                      |        | plannen geschrapt; als uitgevoerd            |       |
| A88           |                                                                                    | Riedlingen – Biberach an der Riß – Memmingen                                                                  |        | plannen geschrapt; deels als uitgevoerd      |       |
| A89           |                                                                                    | Ulm – Biberach an der Riß – Ravensburg – Friedrichshafen                                                      |        | plannen geschrapt; deels als uitgevoerd      |       |
| Totale lengte | Totale lengte                                                                      | Totale lengte                                                                                                 | 276 km |                                              |       |

## A90 – A99
| Nummer        | Bijnaam | Verloop | Lengte | Status | Kaart |
| ------------- | --- | --- | ------ | --- | ----- |
| A90           | Paartalautobahn                                                                                             | Aichach – Pfaffenhofen an der Ilm – Kreuz Holledau – Saalhaupt                                                    |        | plannen geschrapt; deels als en uitgevoerd                                                                                                   |       |
| A91           | Reichstädtelinie, Ries-Autobahn, Lechfeldautobahn                                                           | Feuchtwangen – Donauwörth – Augsburg – Landsberg am Lech – Füssen                                                 |        | plannen geschrapt; deels als , en uitgevoerd                                                                                                 |       |
| A92           | Isarlinie, Flughafenzubringer, Deggendorfer Autobahn, Bayerisch-Wald Autobahn, Landshuter Autobahn          | Dreieck München-Feldmoching – Flughafen München – Landshut – Deggendorf                                           | 134 km | in gebruik |       |
| A93           | Ostbayernautobahn, Inntalautobahn, Westumgehung Regensburg, Regensburger Autobahn, Kiefersfeldener Autobahn | Hof – Weiden in der Oberpfalz – Regensburg – Dreieck Holledau Rosenheim – Kiefersfelden (– A12 Kufstein)          | 268 km | in gebruik |       |
| A94           | Töginger Straße, Isentalautobahn, Passauer Autobahn                                                         | München – Burghausen Malching – Kirchham                                                                          | 109 km | in gebruik in planning: Burghausen – Malching in bouw: Kirchham – Kreuz Pocking                                                              |       |
| A95           | Olympiastraße, Garmischer Autobahn                                                                          | München – Garmisch-Partenkirchen                                                                                  | 69 km  | in gebruik |       |
| A96           | Allgäuautobahn, Ammerseeautobahn, Lindauer Autobahn, Bodenseeautobahn                                       | (Bregenz A14 –) Lindau – Memmingen – Landsberg am Lech – München                                                  | 173 km | in gebruik |       |
| A98           | Hochrheinautobahn, Bodenseeautobahn, Voralpenautobahn                                                       | Weil am Rhein – Dreieck Hochrhein Murg – Hauenstein Waldshut-Tiengen – Lauchringen Singen (Hohentwiel) – Stockach | 45 km  | in gebruik in bouw: Dreieck Hochrhein – Rheinfelden-Karsau in planning: Rheinfelden-Karsau – Murg in planning: Hauenstein – Waldshut-Tiengen |       |
| A99           | Autobahnring München                                                                                        | Dreieck München-Südwest – Kreuz München-West – Kreuz München-Nord – Kreuz München-Ost – Kreuz München-Süd         | 54 km  | in gebruik |       |
| A99a          | Eschenrieder Spange                                                                                         | Dreieck München-Allach – Dreieck München-Eschenried                                                               | 4 km   | in gebruik |       |
| Totale lengte | Totale lengte                                                                                               | Totale lengte | 856 km | |       |

## A100 – A199
| Nummer        | Bijnaam                                                       | Verloop                                                            | Lengte | Status | Kaart |
| ------------- | ------------------------------------------------------------- | ------------------------------------------------------------------ | ------ | --- | ----- |
| A100          | Stadtring Berlin                                              | Seestraße – Dreieck Funkturm – Kreuz Schöneberg – Dreieck Neukölln | 21 km  | in gebruik in bouw: Dreieck Neukölln – Am Treptower Park in planning: Am Treptower Park – Landsberger Allee |       |
| A102          | Zubringer Gradestraße                                         | Kreuz Tempelhof – Gradestraße                                      | 1 km   | Omgenummerd als een zijtak van de                                                                           |       |
| A103          | Abzweig Schöneberg, Westtangente Süd                          | Sachsendamm – Kreuz Schöneberg – Wolfensteindamm/Schloßstraße      | 4 km   | in gebruik                                                                                                  |       |
| A104          | Autobahnzubringer Schmargendorf                               | Konstanzer Straße – Kreuz Wilmersdorf – Schildhornstraße           | 3 km   | Omgenummerd als een zijtak van de                                                                           |       |
| A105          | Zubringer Kurt-Schumacher-Platz                               | Kreuz Reinickendorf – Kurt-Schumacher-Damm                         | 1 km   | Omgenummerd als een zijtak van de                                                                           |       |
| A106          | Südtangente Berlin                                            | Schöneberg – Kreuzberg – Treptow – Köpenick                        |        | plannen geschrapt                                                                                           |       |
| A107          | Mitteltangente Berlin                                         | Berlin-Tiergarten – Berlin-Mitte – Friedrichshain                  |        | plannen geschrapt                                                                                           |       |
| A111          | Zubringer Oranienburg, Autobahnzubringer Hamburg              | Kreuz Oranienburg – Dreieck Charlottenburg                         | 23 km  | in gebruik                                                                                                  |       |
| A113          | Zubringer Schönefeld, Teltowkanal-Autobahn, Zubringer Dresden | Dreieck Neukölnn – Schönefelder Kreuz                              | 19 km  | in gebruik                                                                                                  |       |
| A114          | Abzweig Berlin-Pankow, Autobahnzubringer Prenzlau             | Dreieck Pankow – Prenzlauer Promenade                              | 8 km   | in gebruik                                                                                                  |       |
| A115          | AVUS, Autobahnzubringer Magdeburg/Leipzig                     | Dreieck Funkturm – Potsdam – Dreieck Nuthetal                      | 28 km  | in gebruik                                                                                                  |       |
| A117          | Zubringer Dresden                                             | Dreieck Treptow – Dreieck Waltersdorf                              | 5 km   | in gebruik                                                                                                  |       |
| A140          | Südtangente Leipzig                                           | Dreieck Halle-Süd – Leipzig – Dreieck Parthenaue                   |        | als onderdeel van de uitgevoerd                                                                             |       |
| A143          | Westumfahrung Halle, Mitteldeutsche Schleife                  | Halle-Neustadt – Dreieck Halle-Süd                                 | 9 km   | in gebruik in planning: Dreieck Halle-Nord – Halle-Neustadt                                                 |       |
| Totale lengte | Totale lengte                                                 | Totale lengte                                                      | 122 km | |       |

## A200 – A299
| Nummer        | Bijnaam                                                                         | Verloop                                                                          | Lengte | Status                                                                                  | Kaart |
| ------------- | ------------------------------------------------------------------------------- | -------------------------------------------------------------------------------- | ------ | --------------------------------------------------------------------------------------- | ----- |
| A201          | Rügenzubringer                                                                  | Grimmen – Stralsund – Bergen auf Rügen                                           |        | plannen geschrapt; deels als uitgevoerd                                                 |       |
| A205          |                                                                                 | (Padborg –) Flensburg – Handewitt                                                |        | afgewaardeerd naar                                                                      |       |
| A210          | Mettenhofzubringer                                                              | Rendsburg – Kreuz Kiel-West                                                      | 25 km  | in gebruik                                                                              |       |
| A215          | Kieler Abzweig                                                                  | Kiel – Dreieck Bordesholm                                                        | 21 km  | in gebruik                                                                              |       |
| A226          | Abzweig/Nordtangente Lübeck                                                     | Dreieck Bad Schwartau – Lübeck-Siems                                             | 5 km   | in gebruik                                                                              |       |
| A227          |                                                                                 | Lübeck-Travemünde – Lübeck-St. Gertrud                                           |        | plannen geschrapt; deels als uitgevoerd                                                 |       |
| A241          | Schweriner Anschluss                                                            | Wismar – Schwerin                                                                |        | omgenummerd als onderdeel van de                                                        |       |
| A250          | Maschener Autobahn                                                              | Maschener Kreuz – Lüneburg                                                       |        | omgenummerd als onderdeel van de                                                        |       |
| A252          | Hafen(quer)spange                                                               | Hamburg-Wilhelmsburg – Kreuz Hamburg-Süd                                         | 2 km   | in gebruik; afwaardering naar gepland                                                   |       |
| A253          | Harburger Umgehung                                                              | Hamburg-Wilhelmsburg – Hamburg-Harburg                                           | 4 km   | in gebruik; afwaardering naar gepland                                                   |       |
| A255          | Abzweig Veddel                                                                  | Hamburg-Veddel – Kreuz Hamburg-Süd                                               | 2 km   | in gebruik                                                                              |       |
| A261          | Eckverbindung Harburg                                                           | Dreieck Hamburg-Süd – Buchholzer Dreieck                                         | 9 km   | in gebruik                                                                              |       |
| A263          |                                                                                 | Schwarzenbek – Lüneburg                                                          |        | plannen geschrapt; als onderdeel van de uitgevoerd                                      |       |
| A270          | Lesumer Schnellweg, Nordumgehung Bremen, Stadtautobahn Bremen-Nord              | Bremen-Blumenthal – Ritterhude                                                   | 11 km  | in gebruik                                                                              |       |
| A280          | Bunder Autobahn, Künstenautobahn                                                | (Groningen –) Bunde – Dreieck Bunde                                              | 5 km   | in gebruik                                                                              |       |
| A281          | Eckverbindung Bremen, Zubringer Bremen-Industriehäfen, Autobahnzubringer Arsten | Dreieck Bremen-Industriehäfen – Burg-Grambke Bremen-Seehausen – Flughafen Bremen | 11 km  | in gebruik in planning: Burg-Grambke – Seehausen in planning: Flughafen Bremen – Arsten |       |
| A282          |                                                                                 | Delmenhorst – Bremen                                                             |        | plannen geschrapt; als onderdeel van de uitgevoerd                                      |       |
| A293          | Westumgehung Oldenburg, Stadtautobahn Oldenburg                                 | Kreuz Oldenburg-Nord – Dreieck Oldenburg-West                                    | 9 km   | in gebruik                                                                              |       |
| Totale lengte | Totale lengte                                                                   | Totale lengte                                                                    | 104 km |                                                                                         |       |

## A300 – A399
| Nummer        | Bijnaam                                       | Verloop                                            | Lengte | Status                                             | Kaart |
| ------------- | --------------------------------------------- | -------------------------------------------------- | ------ | -------------------------------------------------- | ----- |
| A314          |                                               | (Enschede –) Gronau – Münster                      |        | plannen geschrapt; als onderdeel van de uitgevoerd |       |
| A339          | Nordumgehung Bad Oeynhausen                   | Dehme – Kreuz Bad Oeynhausen                       |        | plannen geschrapt; als onderdeel van de uitgevoerd |       |
| A352          | Eckverbindung Hannover, Westtangente Hannover | Dreieck Hannover-Nord – Dreieck Hannover-West      | 17 km  | in gebruik                                         |       |
| A369          | Zubringer Bad Harzburg                        | Dreieck Nordharz – Dreieck Bad Harzburg            | 4 km   | in gebruik                                         |       |
| A376          | Messeschnellweg, Messestutzen                 | Hannover-Messegelände – Dreieck Hannover-Süd       |        | omgenummerd als onderdeel van de                   |       |
| A388          | Nordumgehung Göttingen                        | Göttingen-Nord – Göttingen-Weende                  |        | afgewaardeerd naar                                 |       |
| A391          | Westtangente Braunschweig                     | Braunschweig-Wenden – Dreieck Braunschweig-Südwest | 12 km  | in gebruik                                         |       |
| A392          | Nordtangente Braunschweig                     | Watenbüttel – Siegfriedviertel                     | 4 km   | in gebruik                                         |       |
| A395          | Harz-Highway                                  | Braunschweig – Wolfenbüttel – Goslar               |        | Omgenummerd als onderdeel van de                   |       |
| Totale lengte | Totale lengte                                 | Totale lengte                                      | 37 km  |                                                    |       |

## A400 – A499
| Nummer        | Bijnaam                            | Verloop                                                                               | Lengte | Status                                                        | Kaart |
| ------------- | ---------------------------------- | ------------------------------------------------------------------------------------- | ------ | ------------------------------------------------------------- | ----- |
| A430          | Ruhrschnellweg                     | Duisburg – Mülheim an der Ruhr – Essen – Bochum – Dortmund                            |        | Omgenummerd als onderdeel van de                              |       |
| A432          |                                    | Herne – Bochum-Stahlhausen                                                            |        | plannen geschrapt                                             |       |
| A441          |                                    | Lünen – Dortmund – Schwerte                                                           |        | plannen geschrapt; als uitgevoerd                             |       |
| A443          |                                    | Unna – Unna-Süd                                                                       |        | afgewaardeerd naar en L679                                    |       |
| A445          |                                    | Werl-Nord – Arnsberg-Neheim                                                           | 14 km  | in gebruik in planning: Hamm – Werl-Nord                      |       |
| A448          | Bochumer Außenring, Opelquerspange | Dreieck Bochum-West – Bochum-Wiemelhausen Kreuz Bochum/Witten – Kreuz Dortmund/Witten | 14 km  | in gebruik in bouw: Bochum-Wiemelhausen – Kreuz Bochum/Witten |       |
| A451          |                                    | Remscheid – Gummersbach – Waldbröl                                                    |        | plannen geschrapt; deels als uitgevoerd                       |       |
| A480          | Gießener Ring                      | Aßlar – Wetzlarer Kreuz Wettenberg – Gießener Nordkreuz – Reiskirchener Dreieck       | 19 km  | in gebruik                                                    |       |
| A480          |                                    | Wetzlar – Gießen                                                                      |        | afgewaardeerd naar                                            |       |
| A485          | Osttangente Gießen, Gießener Ring  | Gießener Nordkreuz – Langgöns                                                         | 19 km  | in gebruik                                                    |       |
| Totale lengte | Totale lengte                      | Totale lengte                                                                         | 66 km  |                                                               |       |

## A500 – A599
| Nummer        | Bijnaam                                                             | Verloop                                       | Lengte | Status                                               | Kaart |
| ------------- | ------------------------------------------------------------------- | --------------------------------------------- | ------ | ---------------------------------------------------- | ----- |
| A516          | Abzweig/Zubringer Oberhausen                                        | Kreuz Oberhausen – Oberhausen-Eisenheim       | 5 km   | in gebruik                                           |       |
| A524          |                                                                     | Duisburg-Huckingen – Dreieck Breitscheid      | 7 km   | in gebruik in planning: Krefeld – Duisburg-Huckingen |       |
| A533          | Phantasialand-Autobahn                                              | Kreuz Bliesheim – Brühl                       |        | als uitgevoerd                                       |       |
| A535          |                                                                     | Velbert – Wuppertal                           | 13 km  | in gebruik                                           |       |
| A540          | Zubringer Grevenbroich, Grevenbroicher Abzweig                      | Jüchen – Grevenbroich                         | 7 km   | in gebruik                                           |       |
| A542          |                                                                     | Monheim am Rhein – Langenfeld                 | 6 km   | in gebruik                                           |       |
| A544          | Aachener Zubringer, Abzweig Aachen                                  | Aken-Europaplatz – Kreuz Aachen               | 5 km   | in gebruik                                           |       |
| A545          |                                                                     | Aken – Bad Münstereifel                       |        | plannen geschrapt                                    |       |
| A552          |                                                                     | Keulen-Worringen – Keulen-Niehl               |        | plannen geschrapt; deels als stadsweg uitgevoerd     |       |
| A553          | Phantasialand-Autobahn/-Highway, Rheinspange 553, Brühler Autobahn  | Kreuz Bliesheim – Brühl                       | 13 km  | in gebruik in planning: Brühl – –                    |       |
| A555          | Köln-Bonner Autobahn, Diplomatenrennbahn, Kölner Stadtautobahn      | Keulen – Bonn                                 | 20 km  | in gebruik                                           |       |
| A558          |                                                                     | Frechen – Rodenkirchen                        |        | plannen geschrapt                                    |       |
| A559          | Abzweig Köln-Deutz, Eckverbindung Köln, Östliche Zubringerstraße    | Kreuz Köln-Gremberg – Dreieck Porz            | 7 km   | in gebruik                                           |       |
| A560          | Siegtal-Autobahn, Südliche Umgehung Siegburg                        | Sankt Augustin – Hennef                       | 13 km  | in gebruik                                           |       |
| A562          | Südumfahrung Bonn, Abzweig Bonn-Süd, Ennertaufstieg, Südbrücke Bonn | Bad Godesberg – Kreuz Bonn-Ost                | 4 km   | in gebruik                                           |       |
| A565          | Bonner Stadtautobahn                                                | Dreieck Bonn-Nordost – Meckenheim             | 27 km  | in gebruik                                           |       |
| A571          | Abzweig Sinzig                                                      | Ehlingen – Dreieck Sinzig                     | 3 km   | in gebruik                                           |       |
| A573          | Abzweig Bad Neuenahr-Ahrweiler                                      | Dreieck Bad Neuenahr-Ahrweiler – Bad Neuenahr | 3 km   | in gebruik                                           |       |
| A580          | Aachener Zubringer                                                  | Aken-Europaplatz – Kreuz Aachen               |        | als uitgevoerd                                       |       |
| Totale lengte | Totale lengte                                                       | Totale lengte                                 | 133 km |                                                      |       |

## A600 – A699
| Nummer        | Bijnaam                                            | Verloop                                                       | Lengte | Status                                       | Kaart |
| ------------- | -------------------------------------------------- | ------------------------------------------------------------- | ------ | -------------------------------------------- | ----- |
| A602          | Moseltalautobahn, Trierer Zubringer, Abzweig Trier | Trier – Dreieck Moseltal                                      | 10 km  | in gebruik                                   |       |
| A610          |                                                    | Idar-Oberstein – Bad Kreuznach                                |        | plannen geschrapt; deels als uitgevoerd      |       |
| A620          | Saarautobahn, Stadtautobahn Saarbrücken            | Saarlouis – Saarbrücken                                       | 32 km  | in gebruik                                   |       |
| A621          |                                                    | Saarlouis – Überherrn                                         |        | plannen geschrapt; als uitgevoerd            |       |
| A623          | Grühlingsstraße                                    | Friedrichsthal – Saarbrücken                                  | 10 km  | in gebruik                                   |       |
| A643          | Mainzer Ring                                       | Wiesbaden-Dotzheim – Dreieck Mainz                            | 8 km   | in gebruik                                   |       |
| A647          | Taunusautobahn                                     | Frankfurt-Höchst – Königstein im Taunus                       |        | plannen geschrapt; deels als uitgevoerd      |       |
| A648          | Wiesbadener Straße, Theodor-Heuss-Allee            | Eschborner Dreieck – Messe Frankfurt                          | 5 km   | in gebruik                                   |       |
| A650          | Zubringer A61                                      | Bad Dürkheim – Ludwigshafen am Rhein                          | 14 km  | in gebruik                                   |       |
| A652          |                                                    | Kandel – Wörth am Rhein                                       |        | plannen geschrapt; deels als en uitgevoerd   |       |
| A653          |                                                    | Ludwigshafen am Rhein – Speyer                                |        | plannen geschrapt; als en uitgevoerd         |       |
| A654          |                                                    | Wörth am Rhein – Malsch                                       |        | plannen geschrapt                            |       |
| A655          |                                                    | Worms – Ludwigshafen am Rhein – Schwetzingen                  |        | plannen geschrapt; deels als , en uitgevoerd |       |
| A656          |                                                    | Mannheim – Heidelberg                                         | 12 km  | in gebruik                                   |       |
| A659          |                                                    | Weinheim – Viernheim                                          |        | in gebruik                                   |       |
| A661          | Osttangente Frankfurt, Taunusschnellweg            | Oberursel – Frankfurt am Main – Offenbach am Main – Egelsbach | 37 km  | in gebruik                                   |       |
| A671          | Mainzer Ring, Ostring Mainz, Südmainschnellweg     | Wiesbaden – Mainspitz-Dreieck                                 | 12 km  | in gebruik                                   |       |
| A672          | Querspange/Zubringer Darmstadt                     | Griesheim – Darmstadt                                         | 2 km   | in gebruik                                   |       |
| A680          |                                                    | Darmstadt – Dieburg                                           |        | afgewaardeerd naar                           |       |
| A683          | Rodgauautobahn                                     | Dieburg – Hanau                                               |        | afgewaardeerd naar                           |       |
| A687          |                                                    | Stockstadt am Main – Obernburg am Main                        |        | plannen geschrapt; als uitgevoerd            |       |
| Totale lengte | Totale lengte                                      | Totale lengte                                                 | 149 km |                                              |       |

## A700 – A799
| Nummer | Bijnaam         | Verloop                                            | Lengte | Status                                                            |
| ------ | --------------- | -------------------------------------------------- | ------ | ----------------------------------------------------------------- |
| A713   |                 | Estenfeld – Würzburg-Heidingsfeld                  |        | plannen geschrapt; als uitgevoerd                                 |
| A722   |                 | Dreieck Bayerisches Vogtland – Dreieck Hochfranken |        | omgenummerd naar                                                  |
| A731   |                 | Bamberg – Pommersfelden                            |        | plannen geschrapt; als onderdeel van de uitgevoerd                |
| A751   |                 | Neurenberg – Schwabach                             |        | plannen geschrapt; als onderdeel van de Kreisstraße N4 uitgevoerd |
| A752   | Südwesttangente | Neurenberg – Diespeck                              |        | plannen geschrapt; als onderdeel van de uitgevoerd                |
| A753   |                 | Erlangen – Neurenberg                              |        | plannen geschrapt; als onderdeel van de uitgevoerd                |

## A800 – A899
| Nummer        | Bijnaam                          | Verloop                                      | Lengte | Status                                                   | Kaart |
| ------------- | -------------------------------- | -------------------------------------------- | ------ | -------------------------------------------------------- | ----- |
| A828          |                                  | Baden-Baden – Geroldsau                      |        | plannen geschrapt; deels als uitgevoerd                  |       |
| A831          |                                  | Stuttgart-Vaihingen – Kreuz Stuttgart        | 2 km   | in gebruik                                               |       |
| A833          |                                  | Sindelfingen – Böblingen                     |        | afgewaardeerd naar                                       |       |
| A834          |                                  | Stuttgart-Vaihingen – Stuttgart-Möhringen    |        | plannen geschrapt                                        |       |
| A840          |                                  | Kehl – Offenburg                             |        | plannen geschrapt; als onderdeel van de uitgevoerd       |       |
| A860          | Stadtautobahn Freiburg           | Umkirch – Freiburg im Breisgau – Buchenbach  |        | in planning; deels opwaardering van de gepland           |       |
| A861          | Querspange Rheinfelden           | Dreieck Hochrhein – Rheinfelden (– 3 Zürich) | 4 km   | in gebruik                                               |       |
| A862          |                                  | (Mulhouse –) Dreieck Neuenburg               |        | Omgenummerd als zijtak van de                            |       |
| A863          |                                  | Baden-Baden – Iffezheim                      |        | plannen geschrapt; als onderdeel van de uitgevoerd       |       |
| A863          |                                  | Denzlingen – Freiburg im Breisgau            |        | plannen geschrapt; als onderdeel van de en uitgevoerd    |       |
| A864          | Abzweig/Zubringer Donaueschingen | Donaueschingen – Dreieck Bad Dürrheim        | 6 km   | in gebruik                                               |       |
| A881          |                                  | Kreuz Hegau – Konstanz                       |        | plannen geschrapt; deels als uitgevoerd                  |       |
| A895          |                                  | Ulm-Grimmelfingen – Ulm-Wiblingen            |        | plannen geschrapt; als onderdeel van de K9915 uitgevoerd |       |
| Totale lengte | Totale lengte                    | Totale lengte                                | 12 km  |                                                          |       |

## A900 – A999
| Nummer        | Bijnaam                                   | Verloop                                         | Lengte | Status                                                   | Kaart |
| ------------- | ----------------------------------------- | ----------------------------------------------- | ------ | -------------------------------------------------------- | ----- |
| A921          |                                           | Flughafen München – München                     |        | plannen geschrapt                                        |       |
| A922          | Flughafenzubringer                        | Flughafen München – Dreieck München-Feldmoching |        | als onderdeel van de uitgevoerd                          |       |
| A942          |                                           | Mühldorf am Inn – Simbach am Inn                |        | als onderdeel van de uitgevoerd                          |       |
| A944          |                                           | München – Wasserburg am Inn                     |        | plannen geschrapt                                        |       |
| A952          | Abzweig Starnberg                         | Dreieck Starnberg – Starnberg                   | 5 km   | in gebruik                                               |       |
| A980          | Abzweig Waltenhofen, Südumfahrung Kempten | Dreieck Allgäu – Waltenhofen                    | 5 km   | in gebruik                                               |       |
| A985          |                                           | Waltenhofen – Oberstdorf                        |        | plannen geschrapt; deels als uitgevoerd                  |       |
| A990          |                                           | Kreuz München-Nord – Schwabing                  |        | als onderdeel van de uitgevoerd                          |       |
| A991          |                                           | Dreieck München-Feldmoching – Olympiapark       |        | plannen geschrapt; deels als uitgevoerd                  |       |
| A992          |                                           | München-Steinhausen – Kreuz München-Ost         |        | als onderdeel van de uitgevoerd                          |       |
| A993          |                                           | Perlach – Putzbrunn                             |        | plannen geschrapt; deels als Stadtstraße 2078 uitgevoerd |       |
| A994          |                                           | Ramersdorf – Kreuz München-Süd                  |        | als onderdeel van de uitgevoerd                          |       |
| A995          | Südzubringer München, Giesinger Autobahn  | München-Giesing – Kreuz München-Süd             | 11 km  | in gebruik                                               |       |
| A996          |                                           | Sendling – Forstenfieder Park                   |        | als onderdeel van de uitgevoerd                          |       |
| A997          | Ammerseestraße                            | Dreieck München-Südwest – Sendling              |        | als onderdeel van de uitgevoerd                          |       |
| A998          |                                           | Kreuz München-West – Obermenzing                |        | als onderdeel van de uitgevoerd                          |       |
| A999          |                                           | Mittlerer Autobahnring München                  |        | plannen geschrapt; als 2R uitgevoerd                     |       |
| Totale lengte | Totale lengte                             | Totale lengte                                   | 21 km  |                                                          |       |